# 1-й батальон 1-го полка морской пехоты (США)
1-й батальон 1-го полка морской пехоты (1/1) — это пехотный батальон в корпусе морской пехоты США, базирующийся в Кэмп-Пендлтоне, штат Калифорния, в составе от 800 до 2000 морских пехотинцев и матросов, но их число колеблется в зависимости от миссии батальона. Входит в состав 1-го полка 1-й дивизии морской пехоты. Обычно упоминается как «Первый из Первых».

## Организация
1/1 — пехотная часть батальонного уровня, состоящая из пехотинцев и вспомогательного персонала.
Батальон был создан с целью операций в тропической, лесной, пустынной или арктической среде. По крайней мере, с 1989 года подразделения были организованы так:
- Рота A «Red Death» (вертолетная рота) — обучена для внедрения (V-22 Osprey, CH-53E Super Stallion)
- Рота Б «Рейдеры» (Лодочная рота) — подготовлена для введения на лодках (зодиаках). Также дополняется горной войной и различными специальностями плавания (CWSS, скаутский пловец и т. Д.).)
- Рота C «Chosen» (рота AAV) — обучена установке на десантный автомобиль-амфибию.
- Рота «Виски» — обычно разделена на 3 пехотных взвода, каждое из которых перевозится через вариацию Хамви.
  - Минометный взвод — 81-мм миномёты M252
  - Взвод Javelin — SMAW и, начиная с его введения в 2002 году, системы оружия Javelin.
  - Противотанковый взвод — тяжелые пулеметчики (пулемет 50-го калибра или Mk-19) и ПТУРС BGM-71 TOW.
- Штаб-квартира и сервисная компания — крупнейшая рота H & S включает командира батальона и старшего сержанта. Он организован так:
  - С-1 (персонал)
  - С-2 (разведка)
  - С-3 (операции)
  - С-4 (снабжение и логистика)
  - С-6 (связь)
  - BAS (Станция помощи батальонов, укомплектованная военнослужащими госпиталя ВМС США)

### Вариации
С 2003 года, после падения правительства Саддама Хусейна, стратегические операции на Ближнем Востоке (Ирак, Афганистан) охватывали не только одну цель. Для подразделений морской пехоты, действующих на тактическом уровне (по отношению к министерству обороны), таких как десантная группа батальона, фактическое выполнение традиционных операций, ориентированных на миссию, адаптировалось в зависимости от цели подразделения (захват важных целей, обеспечение стабильности). и вспомогательные операции, обучение местной полиции и воинских частей, а также война из трех блоков). Некоторые из этих операций потребовали перенастройки организации батальона для выполнения заданий, которые не включены в традиционную маневренную войну (например, бросок огневой команды и тактика против брони).

#### Военные переходные группы
Военные переходные группы (команды MiT) использовались для оказания помощи в передаче власти от сил коалиции местной полиции и армии в Ираке. В то время как эти команды MiT привлекали персонал из других компаний, морские пехотинцы для другой части дивизии часто превращались в батальон для развертывания, чтобы дополнить списки различных компаний.

#### Реорганизация пехотной компании
Кроме того, различные роты были реорганизованы, чтобы отразить их новые обязанности. Обычное обучение было дополнено обязанностями, соответствующими городской среде:
- Стрелковые роты (A, B и C) уделяли меньше внимания стремительным действиям огневого звена, а больше — её вариациям в городской среде (с учётом полей огня противника на 360 градусов и возможностей самодельных взрывных устройств).
- Минометный взвод роты «Оружие» (обычно находившийся в тылу боевой линии в линейной войне с целью установки и доставки непрямых минометных снарядов) экспериментировал с различными транспортными средствами минометов в качестве стрелков.
- Оружейная компания использовала мобильные штурмовые взводы[2][3] для обеспечения быстрой реакции и мобильности в городских миссиях.

### 1/1 в MEU (SOC)
При подготовке в качестве десантной команды батальон может присоединиться к экспедиционному отряду морской пехоты и стать наземным боевым элементом. Это назначение дает батальону гораздо более широкую роль в его работе в военно-морском флоте, включая операции по эвакуации некомбатантов (NEO), операции по оказанию гуманитарной помощи (HAO) и развертывание с берега (по воздуху и по морю).

## История

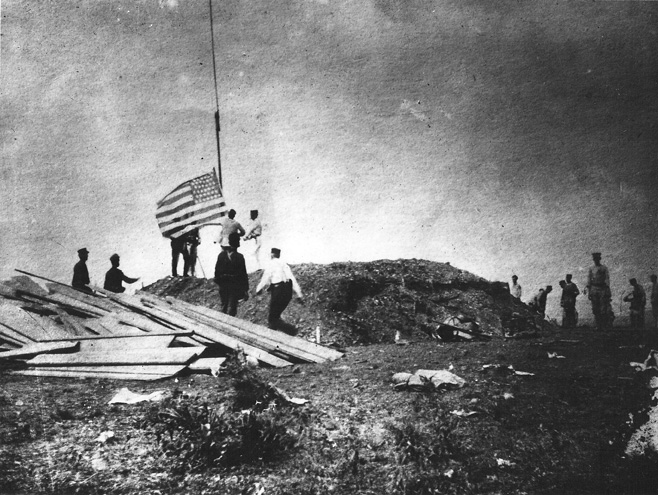
1-й морской батальон поднимает флаг США в битве за залив Гуантанамо 10 июня 1898 года.

### Вторая Мировая Война

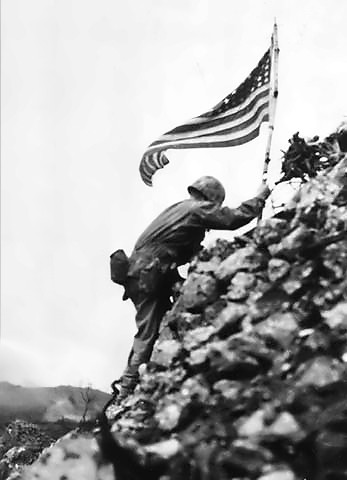
30 мая 1945 года подполковник Ричард П. Росс, командир 1-го батальона 1-го морского пехотинца, выдерживает огонь снайперов, чтобы разместить цвета дивизии на парапете замка Шури. Этот флаг был сначала поднят над мысом Глостер, а затем над Пелелиу.

1-й батальон 1-й морской пехоты был задействован 1 марта 1941 года в заливе Гуантанамо, Куба. Месяц спустя они были переброшены на вербовочное депо острова Моррис, штат Южная Каролина, но были быстро демобилизованы 18 июня 1941 года.
1/1 была мобилизована 7 февраля 1942 года в Нью-Ривер, штат Северная Каролина. После нескольких месяцев обучения они были направлены в Веллингтон, Новая Зеландия, в июле 1942 года. Во время войны на Тихом океане батальон сражался в следующих кампаниях:
- Битва при Гуадалканале
- Битва за Новую Британию
- Битва при Пелелиу
- Окинавская битва

После окончания войны 1/1 вернулась в лагерь Пендлтон в сентябре 1945 года и была демобилизована 31 октября 1947 года.

### Корейская война
После начала Корейской войны 1/1 была возобновлена в Кэмп Пендлтон 9 августа 1950 года. Позже в том же месяце они развернулись в Кобе, Япония, и оттуда приняли участие в десантном десанте во время битвы при Инчоне. В октябре морские пехотинцы были выведены из района Сеула и переброшены к восточному побережью Кореи, приземлившись в Воснане в конце октября. Оттуда 1-й батальон 1-й морской пехоты участвовал в битве при Чосинском водохранилище. Они продвинулись так далеко на север, как Кото-ри, потратив большую часть битвы, защищая свой периметр в этом районе.
Батальон провел большую часть оставшейся части войны, защищая тридцать восьмую параллель. В общем, он воевал в Корейской войне с сентября 1950 года по июль 1953 года.
После войны батальон участвовал в обороне Корейской демилитаризованной зоны с июля 1953 года по апрель 1955 года.

### Война во Вьетнаме
1/1 была развернута в Дананге, Республика Вьетнам, в августе 1965 года под командованием лейтенанта Дональда Макклоски и была переведена в 3-ю морскую дивизию. Они оставались во Вьетнаме до мая 1971 года, служа в Дананге или в его окрестностях, Донг Ха, Кон Тхиен, Куонг Трю, Ху, Фу Бай и Кхе Сань. Они вернулись в Кэмп Пендлтон, штат Калифорния, в мае 1971 года. Они были снова демобилизованы 28 мая 1974 года, но быстро мобилизованы 15 октября 1975 года.

### Война в Персидском заливе и 1990-е годы
1-й батальон 1-го морского пехотинца был развернут из базового лагеря морской пехоты Пендлтон в декабре 1990 года в Саудовскую Аравию с целью защитить последнюю от иракского диктатора Саддама Хусейна в операции «Щит пустыни». В ближайшие месяцы полковая боевая группа 1 стала оперативной группой «Папа-медведь» вместе с роты Браво и Чарли из 3-го штурмового амфибийного батальона ; 3-й батальон, 9-й морской пехоты ; 1-й танковый батальон ; 1-й батальон боевого инженера и 3-й батальон противовоздушной обороны. После начала операции «Буря в пустыне» в феврале 1991 года механизированный батальон столкнулся с серьёзными боевыми действиями, когда он вторгся в Кувейт и вступил в танковый танковый бой под Аль-Буркуаном и консолидировал его в международном аэропорту Кувейта 27 февраля 1991 года. После завершения поиска сбитого разведывательного самолёта OV-10 10 марта батальон 24 апреля был переброшен в Кэмп-Пендлтон.

### Глобальная война с террором
11 сентября 2001 года морские пехотинцы 1/1 были развернуты на WestPac (развертывание в Группе по подготовке амфибий (ARG), совершающей обходы в западной части Тихого океана) в рамках 15-го MEU. В частности, они были в Дарвине, Австралия, в порту. Морские пехотинцы были отозваны рано из отпуска, отправлены и начали подготовку к первым крупным боевым операциям начиная с первой войны в Персидском заливе. Флотилия устремилась к Персидскому заливу и стала первой MEU, высадившейся в Афганистане. Позже к ним присоединится 26-й МЕУ и окажет помощь в операции «Несокрушимая свобода».

#### Вторжение в Афганистан
Одна из миссий 1/1 в Афганистане заключалась в оказании помощи в обеспечении взлетно-посадочной полосы за пределами Кандагара, Афганистан, и создании лагеря носорогов. Морской батальон проводил операции по обеспечению безопасности в районе, чтобы поддержать вывод талибов из состава Северного альянса. Батальон также проводил операции в Северном Пакистане Морские пехотинцы вернулись в Соединенные Штаты в начале марта 2002 года.

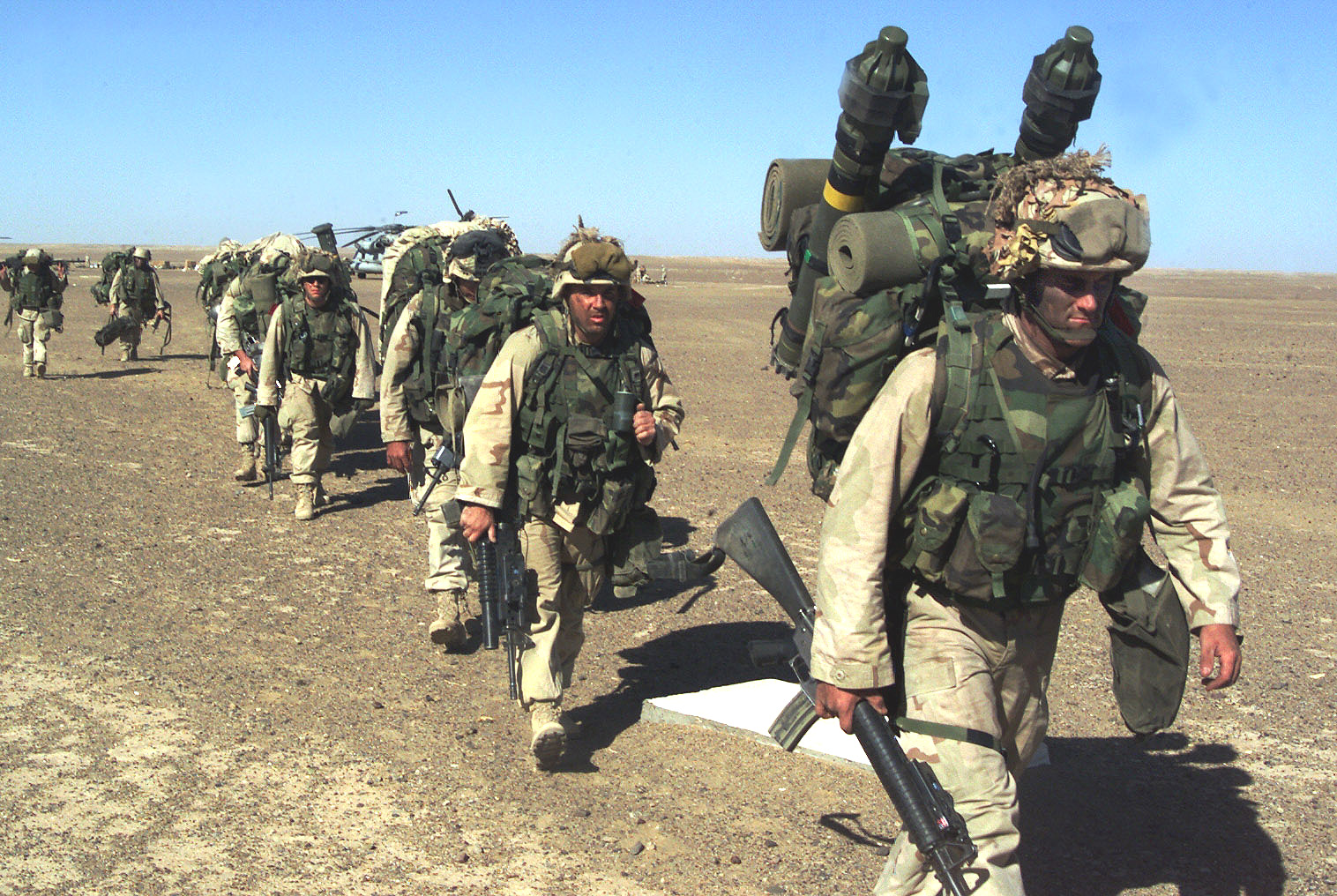
Морские пехотинцы с 15-й морской экспедиционной единицей (в составе специальных операций) на ранних этапах операции «Несокрушимая свобода» в 2001 году.

1/1 также была развернута в Афганистане с июля 2012 года до 8 декабря, во время чего они действовали по всей провинции Гильменд. После нападения на лагерь Лезернек срок пребывания был продлен до 8 декабря 2012 года, когда они вернулись в лагерь Пендлтон.

#### Операция «Иракская свобода»
Подразделение, развёрнутое в поддержку МОФС I, оказывало помощь местной полиции и проводило операции по обеспечению безопасности на юге Ирака, главным образом в Ум-Касаре и Басре, где были также расположены британские подразделения. Через 2 недели подразделение покинуло страну, завершило развёртывание Западного PAC и вернулось в Кэмп Пендлтон.
Позже, в составе 15-й морской экспедиционной группы в составе первой морской экспедиционной ударной группы −1 (ESG 1), они были развёрнуты в начале 2005 года в западной части Тихого океана. Во время этого развёртывания они предоставили помощь для цунами, обрушившегося на Индонезию и Шри-Ланку. После 3 недель помощи МЕУ направился в Персидский залив. Там они обеспечивали безопасность в провинции Бабил к югу от Багдада. Их передовой базой был лагерь Сокол около Аль-Махмудии, и они провели там 1 месяц. Боевые подразделения осуществляли непрерывное патрулирование пешеходов и транспортных средств в этом районе, находя тайники с оружием и обнаруживая СВУ. Один морской пехотинец был ранен в бою во время этого развёртывания.
1/1 передала территорию 3-му бронетанковому кавалерийскому полку (3ACR), который, оставаясь в течение многих месяцев, пережил гораздо меньше насилия и конфликтов. Документальный фильм PBS об отряде «Воины» Эд Роббинса документирует развёртывание этого отряда.
Подразделение вернулось в Кэмп-Пендлтон в середине 2005 года и снова было готово к развёртыванию через 6 месяцев. Они покинули Кэмп Пендлтон начиная с 21 января 2006 года. Они действовали в Фаллудже, но в марте компания C вместе с MAP 3 Wpns Company начала свою деятельность в районе тюрьмы Абу-Грейб, расположенной примерно в 20 миль (32 км) к западу от Багдада. Через два с половиной месяца рота Чарли вернулась в район лагеря Фаллуджа, и весь батальон был вновь объединён в Кармах. Позже рота переехала в Саклавию, чтобы заменить 1-й батальон 25-го морского пехотинца. Батальон завершил развёртывание и вернулся в Кэмп-Пендлтон в середине августа 2006 года. 1/1 пострадали 17 военнослужащих КИА при этом развёртывании и более 50 получили ранения.
1/1 была развёрнута обратно в провинцию Аль-Анбар в середине июля 2007 года в районах вокруг Хаббании, Ирак. Они были освобождены 2-м батальоном 24-го морского пехотинца 6 февраля 2008 года.

#### Операция «Несокрушимая свобода»; Возвращение в Афганистан
В июне 2012 года, спустя 11 лет, 1/1 вернулась в Афганистан для работы в провинции Гильменд в составе полковой боевой группы 6 в рамках действий по борьбе с повстанцами, действующих в окрестностях города Ага Ахмад, Ханашин, Каяки и района Нава и вокруг лагеря Лезернек.

## Известные бывшие участники
- Роберт Х. Барроу, служивший командиром роты во время Корейской войны, позднее стал 27-м комендантом корпуса морской пехоты
- Джим Бивер, актёр
- Джон Кенли, сержант-стрелок роты, удостоен Медали Почёта, Битва за Хюэ
- Раймонд Гилберт Дэвис, удостоен Медали Почёта, генеральный офицер, служивший в войнах на Тихом океане, Корее и Вьетнаме.
- Адам Драйвер, актёр, служил в 81-мм минометной секции.
- У. Д. Эрхарт, писатель и поэт
- Натаниэль Фик написал книгу «В одной пуле от: Созревание офицера морской пехоты», автобиография о глобальной войне с террором в Ираке и Афганистане
- Альфредо Канту Гонсалес, удостоен Медали Почёта (посмертно), Битва за Хюэ
- Роберт Неллер, служивший командиром роты во время развертывания батальона в западной части Тихого океана в 1982 году, позднее стал 37-м командиром корпуса морской пехоты
- Папа Эверетт П., удостоен Медали Почёта, Битва за Пелелиу
- Джеймс Маккейн, сын сенатора Джона Маккейна
- Рэй Л. Смит служил командиром роты во время войны во Вьетнаме
- Остин Шофнер, бывший военнопленный, сбежавший из японского плена, служил командиром во время битвы за Окинаву

## Награды подразделения
Единичная цитата или похвала — это награда, присуждаемая организации за указанное действие. Членам подразделения, которые участвовали в указанных действиях, разрешается носить на своей форме отмеченную награду. 1/1 была отмечена следующими наградами:
| Лента | Награды подразделения                                                                 |
| Серебряная звезда за службу · Серебряная звезда за службу                                                                                        | Президентский блок Цитирование с двумя серебряными звездами                           |
| Бронзовая звезда за службу | Благодарность подразделения ВМФ с одной бронзовой звездой                             |
| | Похвальная грамота                                                                    |
| Бронзовая звезда за службу | Медаль Победы Первой мировой войны с одной бронзовой звездой                          |
| Бронзовая звезда за службу | Американская медаль службы обороны с одной бронзовой звездой                          |
| Бронзовая звезда за службу | Азиатско-Тихоокеанская кампания медаль с одной бронзовой звездой                      |
| | Медаль Победы Второй Мировой Войны                                                    |
| | Военно-морская служба оккупации медаль с застежкой Азии                               |
| | Китайская Сервисная Медаль                                                            |
| Бронзовая звезда за службу · Бронзовая звезда за службу · Бронзовая звезда за службу                                                             | Медаль Службы Национальной Обороны с тремя Бронзовыми Звездами                        |
| Серебряная звезда за службу · Серебряная звезда за службу                                                                                        | Корейская Сервисная Медаль с двумя Серебряными Звездами                               |
| | Экспедиционная медаль Вооруженных сил                                                 |
| Серебряная звезда за службу · Серебряная звезда за службу · Бронзовая звезда за службу · Бронзовая звезда за службу · Бронзовая звезда за службу | Вьетнамская сервисная медаль с двумя серебряными звездами и тремя бронзовыми звездами |
| Бронзовая звезда за службу · Бронзовая звезда за службу · Бронзовая звезда за службу                                                             | Сервисная медаль Юго-Западной Азии                                                    |
| | Медаль за глобальную войну против терроризма                                          |
| Бронзовая звезда за службу · Бронзовая звезда за службу · Бронзовая звезда за службу                                                             | Медаль за кампанию в Афганистане                                                      |
| Бронзовая звезда за службу · Бронзовая звезда за службу · Бронзовая звезда за службу · Бронзовая звезда за службу                                | Медаль за кампанию в Ираке                                                            |
| | Медаль за глобальную войну против террористической службы                             |
| | Президентское подразделение Кореи                                                     |
| | Вьетнамский крест галантности с Palm Streamer                                         |
| | Медаль за гражданские действия за заслуги во Вьетнаме                                 |